# Белинце (Штимље)
Белинце (алб. Belincë) је насеље у општини Штимље, Косово и Метохија, Република Србија.
Село је до 1928. било познато по качацима, од 1936. је било у крвној завади са селом Речак (Рачак).

## Становништво
| Демографија | Демографија | Демографија |
| Година      | Становника  | Становника  |
| ----------- | ----------- | ----------- |